# ساياكا كاميا
ساياكا كاميا (باليابانية: 神谷涼؛ بالكانا: かみや さやか) هي عارضة وممثلة يابانية، ولدت في 20 أبريل 1982 في كاناغاوا في اليابان.

## أعمال

### أفلام
- (2000) المعركة الملكية

## وصلات خارجية
- ساياكا كاميا على موقع IMDb (الإنجليزية)
- ساياكا كاميا على موقع ميوزك برينز (الإنجليزية)
- ساياكا كاميا على موقع قاعدة بيانات الفيلم (الإنجليزية)
- ساياكا كاميا على موقع كينوبويسك (الروسية)